# 李成芳 (鑲紅旗進士)
李成芳（1777年4月11日—？年），字光宇，號郁文，鑲紅旗漢軍人，行二，由附生中式嘉慶五年庚申恩科鄉試第91名，嘉慶七年（1802年）壬戌科會試中式第79名，殿試三甲第143名進士，翰林院庶吉士，改授江西上高縣知縣。